# Ateloglutus blanchardi
Ateloglutus blanchardi là một loài ruồi trong họ Tachinidae.